# Matthew Nielsen
Pour les articles homonymes, voir Nielsen.
Matthew « Matt » Nielsen, né le 3 février 1978 à Penrith, en Australie, est un joueur puis entraîneur australien de basket-ball. Comme joueur, il évolue aux postes d'ailier fort et de pivot.

## Carrière

### Titres
- Champion d'Océanie 2003 et 2005
- Vainqueur de la ligue baltique 2006, 2007 (Lietuvos rytas)
- Vainqueur de l'EuroCoupe 2009-2010 (Valence)
- Vainqueur de l'EuroCoupe 2012

### Distinctions personnelles
- MVP du Final 8 de l'EuroCoupe 2010